# Fada (Txad)
Fada (en àrab فادا, Fādā) és la capital de la regió d'Ennedi Occidental, al Txad, creada en 2012 a partir de la meitat occidental de la regió d'Ennedi.
Situada en l'altiplà d'Ennedi, és coneguda per les pintures rupestres i les formacions rocoses que l'envolten, mentre que la Guelta d'Archei i un bosc que creix en un uadi són atraccions locals.
Durant la Guerra de Toyota de 1987, hi va tenir lloc la batalla de Fada.
La ciutat es comunica amb l'exterior per l'aeroport de Fada.

## Demografia

### Evolució
|      | Població | Homes | Dones |
| ---- | -------- | ----- | ----- |
| 1993 | 3 432    | -     | -     |
| 2009 | 15 703   | 8 606 | 7 097 |

### Rangs d'edat
|               | Homes | Dones | Total |
| ------------- | ----- | ----- | ----- |
| 0-14 anys     | 3 631 | 3 054 | 6 685 |
| 15-59 anys    | 4 448 | 3 809 | 8 257 |
| 60 anys o més | 527   | 234   | 761   |